# Prêmios Globo de Ouro de 1945

Prêmios Globo de Ouro de 1945

 Janeiro de 1945
Filme - Drama:
Going My Way
Prêmios Globo de Ouro 

← 1944  ·  1946 →
Os Prêmios Globo de Ouro de 1945 (no original, em inglês, 2nd Golden Globe Awards) honraram os melhores profissionais de cinema e televisão, filmes e programas televisivos de 1944. Os candidatos nas diversas categorias foram escolhidos pela Associação de Imprensa Estrangeira de Hollywood (AIEH).

## Vencedores e nomeados

### Melhor filme de drama
- Going My Way

### Melhor ator em filme de drama
- Alexander Knox – Wilson

### Melhor atriz em filme drama
- Ingrid Bergman – Gaslight

### Melhor ator coadjuvante
- Barry Fitzgerald – Going My Way

### Melhor atriz coadjuvante
- Agnes Moorehead – Mrs. Parkington

### Melhor direção
- Leo McCarey – Going My Way